# Louise von Meyern-Hohenberg

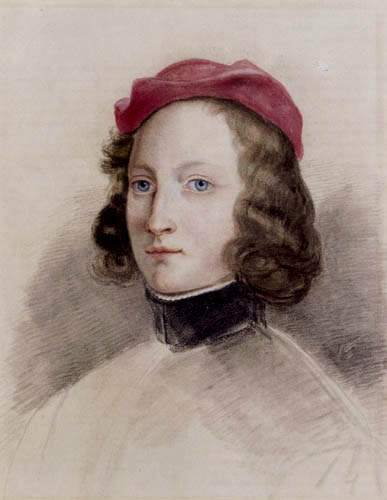
Louise Seidler: Louise von Meyern-Hohenberg (1834)

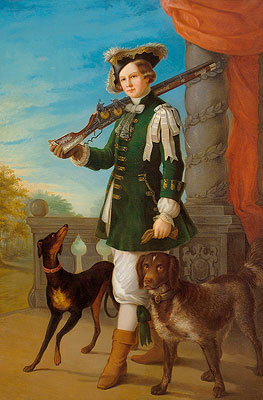
Junger höfischer Jäger (1846)

Leopoldine Louise von Meyern-Hohenberg (* 17. April 1815 in Coburg; † 16. Oktober 1865 ebenda) war eine deutsche Malerin und Bildhauerin.

## Leben
Louise von Meyern-Hohenberg war eine Tochter des Schlosshauptmanns in Coburg und späteren Hofmarschalls Justus Edmund Ferdinand von Meyern-Hohenberg († 1841). Sie erhielt ihre künstlerische Ausbildung in München, Weimar und Florenz. Sie war eine Schülerin von Louise Seidler. Befreundet war sie in Weimar mit der Malerin Pauline Steinhäuser geb. Francke (1810–1866). Als Malerin schuf sie Porträtbildnisse in Öl und Miniaturen. Als Bildhauerin schuf sie am Wirkungsort Florenz Bildnisse in Marmor, unter anderem für Angehörige des Württembergischen Hofs, der mit den Coburgern durch Marie von Württemberg eng verbunden war. 1839 zeichnete sie ein Porträt von Prinz Albert von Sachsen-Coburg und Gotha, welches sich heute in der Royal Society of Arts befindet. 1842 entstand ein Familienbild von Herzog Ernst I. von Sachsen-Coburg. Daneben porträtierte sie beispielsweise Walther von Goethe, Sulpiz Boisserée und Louise Seidler. Ein Selbstporträt von ihr war 1858 aus der Sammlung Carl Vogel von Vogelstein in das Kupferstichkabinett Dresden gelangt und ist heute verschollen.
Außer Konkurrenz nahm sie als Coburgerin 1851 mit einem Tabernakel an der ersten Weltausstellung im Crystal Palace in London teil. Ihre Reduktion des Denkmals für Herzog Ernst I. auf dem Coburger Schlossplatz von Ludwig von Schwanthaler wird in der Veste Coburg gezeigt.